# Floraí
Floraí é um município brasileiro do estado do Paraná. Localiza-se na Região Metropolitana de Maringá.

## História
O desbravamento da região onde se localiza o município de Floraí teve início entre 1946 e 1950. Aproveitando o solo rico, surgiu a cafeicultura, opção econômica dos pioneiros que se assentaram na região.
O município cresceu junto com o ciclo do café até a década de 1970. A partir daí, veio o ciclo das lavouras mecanizadas com destaque para a soja. Mais recentemente, iniciou-se também o cultivo de cana-de-açúcar e um incremento significativo na pecuária.
Criado através da Lei Estadual nº 2.512, de 28 de novembro de 1955, e instalado em 15 de dezembro de 1956, foi desmembrado de Nova Esperança.
Floraí está dividida em dois núcleos urbanos: a sede propriamente dirá e o distrito de Nova Bilac. De forma extra-oficial, o município ainda divide-se em cinco comunidades rurais: Comunidade Paulo Felipe, Comunidade da Estrada da Usina, Comunidade da Estrada Genúncia, Colônia Mandaguari e Comunidade Paranhos, estas duas últimas situadas na estrada Paranhos.
2.1.2. Histórico do Povoamento
Para se ter uma compreensão melhor da história e da ocupação do município de Floraí, torna–se necessário discorrer um pouco sobre a ocupação do norte do Paraná, pois há de se considerar os antecedentes engajados nesta causa.
Em 1924, a convite do Governo Brasileiro, veio ao país a chamada Missão Montagu, que foi organizada por grandes grupos financeiros, industriais e comerciais da Grã-Bretanha, em busca de oportunidades de investimentos na produção e comercialização de matérias-primas, tanto para a indústria Britânica quanto para o comércio internacional. Um dos membros desta expedição, Simon Lovat, visitou o norte do Paraná e, impressionado com a fertilidade das terras, adquiriu algumas glebas, com o objetivo de produzir algodão.
Essa primeira experiência fracassou, mas o grupo se reorganizou, criando a Empresa Paraná Plantations Ltda., destinadas à venda de lotes, cujas operações, no Brasil, ficaram a cargo de uma subsidiária, a CMNP - Companhia de Melhoramentos do Norte do Paraná, criada em 1925.
Esta companhia adquiriu do Governo Estadual cinco glebas contínuas, situadas entre os rios Tibagi, Paranapoema e o Médio Ivaí.Toda essa área ainda estava recoberta pela floresta pluvial-tropicail originail, e a sua ocupação e extração econômica foram realizadas de modo incipiente, principalmente pelas dificuldades de acesso aos portos, e destes aos grandes centros consumidores.
A ligação ferroviária do Norte do Paraná com São Paulo, por exemplo, dava-se pela estrada de ferro São Paulo-Paraná que, através da cidade de Ourinhos, chegava até Cambará. A CMNP assume a ferrovia, e inicia sua expansão até suas glebas, além do Paranapoema, no Paraná, chegando a Londrina, em 1935, e Apucarana em 1937. No final da década de 1940, a ferrovia, que então fora encampada pelo Governo Federal, chega com seus trilhos à Maringá. Maringá havia sido elevada a categoria de distrito, em 1947, ano que foi criado o município de Mandaguari, desmembrado de Apucarana, que poucos anos antes havia sido desmembrado de Londrina. O novo município incluía toda a parte meridional da região atual, entre o Ivaí e o Pirapó, locais onde poucos anos mais tarde iriam ser criados vários outros municípios, entre eles Floraí.
As primeiras terras comercializadas pela CMNP no município de Floraí datam do ano de 1946, e foram adquiridas pelos senhores Sérgio Cardoso de Almeida, Antenor Martins e José de Luca. (SFORDI, 2003). O lote adquirido pelo senhor José de Luca representa o local onde hoje se encontra instalada a sede do município. A esta propriedade, o senhor José de Luca deu o nome de fazenda Santa Flor. Segundo narrativas dos pioneiros, o proprietário e sua família instalaram-se nestas terras por volta de 1949. Ocuparam a área próxima a uma nascente, residindo em barracas de lona. Com a chegada de novas famílias, iniciaram-se os trabalhos de derrubada da mata, para dar início à construção de uma estrada, que ligaria a Fazenda Santa Flor (o município de Floraí) até Yroi (atual município de Presidente Castelo Branco).
No entanto podemos considerar que em Floraí houve duas frentes de expansão pois, também em 1949, entraram no município algumas famílias provenientes da Fazenda Paranhos, na estrada divisora com o município de São Carlos do Ivaí. Esta fazenda havia sido instalada na divisa das possessões da CMNP e da BRAVIACO – Companhia Brasileira de Aviação Comercial, às margens do Ribeirão Esperança. A partir dali , aproveitando a picada aberta pela Fazenda Paranhos até Fazenda Brasileira, atual Paranavaí, alguns pioneiros que adquiriram lotes da CMNP, vieram instalar-se em suas terras em Floraí. Não demorou muito para que estas duas frentes se encontrassem, pois os pioneiros iam derrubando o mato e alargando os caminhos e picadas feitas por eles para chegarem até seus lotes, dando passagem aos caminhões e carroças lotados com víveres e utensílios domésticos.
A narrativa dos pioneiros que vivenciaram esta época é impressionante. Segundo estas narrativas, em suas cidades de origem, os agricultores ficavam sabendo que as terras do Norte do Paraná eram férteis e fáceis de adquirir. As informações eram fornecidas pelos corretores, que percorriam principalmente os Estados de São Paulo, Minas Gerais, Mato Grosso, Goiás, Santa Catarina, Rio Grande do Sul, além de outras partes do Brasil. No final dos anos 1940, chegavam lotações, principalmente caminhonetes, praticamente todos os dias, trazendo entre 10 e 12 pessoas cada, que vinham conhecer as terras da região. As terras desta região deixavam estas pessoas deslumbradas com sua fertilidade e topografia.
A aquisição das terras era feita diretamente com os corretores. Era muito comum os negócios serem fechados dentro da casa do agricultor, na presença da família e, normalmente, com um contrato de compra e venda, onde o agricultor dava uma entrada em dinheiro e o restante em parcelas anuais. Os contratos não eram registrados, porém recebiam um selo e, após o pagamento da última parcela, os agricultores recebiam as escrituras definitivas emitidas pela CMNP. No contrato de compra e venda, existia uma cláusula que resguardava à CMNP ou ao Estado o direito de construção de uma estrada de ferro e rodovias.
O relato dos primeiros habitantes sobre suas viagens para se fixarem no município, nos deu conta de que as viagens de mudanças eram verdadeiras aventuras. Marques (1994), em seu livro “Vidas Interligadas”, narra as lembranças desse tempo:
“Os Vizinhos diziam à minha mãe que estávamos ficando loucos, o Paraná era o último! As águas eram vermelhas, que os mosquitos iam nos devorar, que as feridas bravas comiam as pessoas, lugar de desordeiros e bandidos...” (p. 78)
Um outro pioneiro, o Sr. Valmir Silva (informação oral), narrando sua história disse que ainda criança deixou o Estado do Rio de Janeiro e viajaram com seus irmãos pequenos por muitos dias, dormindo em estações de trem e rodoviárias até chegar a uma pequena cidade, muito empoeirada, de terra escura, calor sufocante, grande movimento de animais de trabalho, carroças, carros, jardineira, esse local mais tarde seria Maringá, ali passou alguns dias, com toda a família, seus irmãos, pai e mãe amontoados num cômodo de hotel. Depois seguiu viagem para um local chamado Fazenda Brasileira, hoje a cidade de Paranavaí. Esta viagem foi feita de ônibus com carroceria de madeira sem janelas laterais e com grande número de pessoas. Lembra–se o narrador que saíram de manhã e só chegaram no seu destino ao entardecer, calculando desta forma que a viagem de Maringá a Paranavaí durou em torno de 10 horas. Passaram a noite em cima das malas e no outro dia de manhã seguiram viagem a cavalo em direção a Fazenda Paranhos, aonde só chegaram ao entardecer, levando pelo menos 12 horas para percorrer uma distancia de 40 km aproximadamente. Lembra-se ele que em muitos lugares os homens “apeavam” de seus cavalos para limpar a estrada de galhos e troncos caídos. Da Fazenda Paranhos atravessou a Estrada Divisora e fixou residência no município de Floraí. 
Cabe ressaltar neste pequeno histórico o importante papel das mulheres na colonização e desenvolvimento de Floraí, seu trabalho começava desde os preparativos que antecedia a viagem em seu local de origem, preparando o necessário para começar a nova vida. Já assentadas em seu local de destino, ainda com poucos vizinhos, a vida para essas mulheres não era fácil. Dona Wanda Maria Hillem de Lucca, narrando sua rotina de trabalho, contou que as mulheres levantavam muito cedo, tiravam água do poço para abastecer todos os reservatórios da casa, davam de beber e tratavam dos animais domésticos, tiravam leite, cultivavam a horta, teciam e costuravam a roupa, preparavam as refeições e levavam até o roçado e terminavam o dia ajudando no cultivo das lavouras. A noite após um dia de muito trabalho, ainda se punham a preparar algumas tarefas para o dia seguinte. 
Ao chegarem em Floraí os agricultores montavam ranchos cobertos com encerados nas proximidades de uma nascente ou ribeirão. A partir daí contratavam ao “Gatos” para efetuarem a derrubada, primeiro cortavam a capoeira com árvores finas, cipós, arbustos, depois com machados e trançadeiras derrubavam a madeira mais grossa.As vezes eram necessários quatro homens para derrubar uma única árvore. O desmatamento dos lotes iniciava-se pelas cabeceiras entrando lotes adentro, em direção ao manancial hibrico. Nos solos originados do Basalto predominavam a Peroba, Figueira, Cedro-rosa, Canela, Cabreuva, Guajuvinha, Marfim, Canafistula, Gurucaia, Pau d’alho e o Palmito entre outros. Nas terras originadas do arenito, a vegetação predominante era a Canjerana, Guarita, Coqueiro, Taquara, Pindaíva, Maçaranduba, ingazeiro entre outros. Nos primeiros anos não havia serraria que comprasse as madeiras, com isso, logo após a derrubada, ateavam fogo para fazer a queimada. Somente três a quatro anos depois dos primeiros habitantes, chegaram a Floraí as primeiras serrarias, que passaram então a comprar a madeira. Como a matéria-prima em abundante, os serralheiros só compravam toras com mais de 40 cm de diâmetro e davam preferência para a peroba, o Cedro, a Gurucaia e a Canafistula. Praticamente todas as casas erguidas no município eram construídas com essas madeiras.
No ano de 1958, segundo os pioneiros, praticamente já não havia mata em Floraí, restando apenas algumas capoeiras e pequenas áreas isoladas em algumas propriedades. Naquela época não havia nenhum tipo de preocupação ambiental, sendo que o próprio governo colaborava para que a devastação fosse grande, cobrando imposto de quem não derrubasse a mata, nem as margens e as proximidades de nascentes e margens de ribeirões eram poupadas, sendo comum empurrar troncos e galhos para dentro dos cursos d’água. Se a flora era abundante, a fauna também era muito rica e variada, entre os espécimes que aqui viviam predominavam os macacos, veados, catetos, antas, cachorro do mato, quati, onça, capivara, paca e entre os pássaros o jacu, a arara, o papagaio entre outros.
Após a derrubada ateava-se fogo quando os galhos e folhas caídas já estavam secos, sendo necessário depois da queimada fazer a “Descoivara” um trabalho árduo e estafante, que consistia em amontoar em leiras as galhadas. Depois deste trabalho os agricultores preparavam as covas e semeavam o café, normalmente de sete a oito sementes por cova, com espaçamento de 18 x 18 palmos, a uma profundidade de 40 cm. As sementes começavam a germinar aos 60 dias após a semeadura e este período coincidia com a época mais quente do ano, tornando-se necessário fazer a cobertura da planta jovem com lascas de madeira retiradas dos troncos das árvores caídas. Todos os pioneiros se emocionam ao narrar estes detalhes, e são unânimes em afirmar que esta foi a época mais difícil de suas vidas. Nestes tempos sua pele ficava queimada pelo sol, suas mãos ficavam rachadas e grossas. Mulheres e crianças que também trabalhavam nestas tarefas, muitas ficavam doentes, as pessoas emagreciam e muitas vidas não resistiam e não viveram para ver a transformação extraordinária desta região.
Os agricultores empenhavam praticamente toda sua economia na compra dos lotes, o pouco que sobrava logo chegava ao fim, e como o retorno do cultivo do café era demorado, sem rendimento eles se viam obrigados a comprar mercadorias, insumos, remédios a prazo, com os comerciantes locais, fazendo dívidas que levariam anos para serem pagas.
Os primeiros cafezais produtivos do município de Floraí, datam do ano de 1952 e por quase três décadas seguintes foi o responsável pelo apogeu do desenvolvimento local. Foi neste período que Floraí recebeu seu maior fluxo migratório, os dados censitários desse período comprovam os fatos. Em 1960 a população estimada de Floraí era de 8.000 habitantes, em 1970 segundo o IBGE chegou a 11.050 habitantes e calcula-se que em 1975, ano da grande geada essa população girava em torno de 16.000 habitantes, no entanto, já em 1980 dados oficiais do IBGE apontam para uma população declinante de 6.638 habitantes, em 1990 de 5.478 habitantes em 2000, 5.280 habitantes. Encontramos explicações para esses fatos, quando analisamos a conjuntiva regional como um todo, na década de 50, a crescente demanda mundial pelo café, somada aos efeitos de três grandes geadas em 1951, 1953, 1955, elevaram artificialmente os preços do produto, estimulando a expansão da produção, com isto a cafeicultura regional, apresentou um dos crescimentos mais notáveis da história da cafeicultura. Por outro lado analisando em escala mundial a atividade já vinha sendo ameaçada, desde o início dos anos 50, pela concorrência de outros produtores, pelo crescimento dos estoques reguladores, e o aumento da área plantada, que pouco mais tarde levaria a uma super produção com conseqüente queda dos preços. O golpe final foi a geada de 1975,sem os estímulos governamentais de antes,a cafeicultura entrou em queda, incapaz de se recuperar. Começava nesta época um novo processo de profundas mudanças no município e região, alterando completamente o perfil social e econômico regional, com queda significativa da população dos pequenos municípios, e com significativo êxodo rural, passando a região a ser predominantemente urbana, com o aumento da população nos centros maiores como Maringá, Umuarama, Londrina, Paranavaí, Apucarana. Neste período de mudanças, a soja gradativamente passa a ser a principal cultura do município, o que não só permitiu reduzir os efeitos negativos da crise da cafeicultura, como atualmente vem demonstrando sua alta capacidade de adaptação às mudanças e necessidades do mercado mundial. No inicio da atividade, a soja substituiu o café nas áreas mais férteis do município, naqueles solos originados do basalto, enquanto a área ocupada com solos originados do arenito a cafeicultura foi sendo substituída por diversas outras atividades, como a bovinocultura de leite e corte, a sericicultura, a suinocultura, a avicultura de postura e corte, o plantio de algodão, milho, mandioca e algumas atividades de subsistência como o cultivo de arroz e feijão. Recentemente, a cultura de soja na área do arenito tomou proporções de agronegócio, notadamente com apoio das duas grandes cooperativas que atuam no município, “Integrada” e “Cocamar”, que no momento incrementam a implantação de uma agricultura mais tecnificada nas áreas de solos originados do arenito. Nos anos agrícolas 2003/04 a atividade da cultura da soja, atingiu no município uma área de 12.000 hectares, o que corresponde a um incremento de 29.16 % em relação à área plantada de 98/99, período em que a área com plantio de soja no município estava estabilizada em 8.500 ha.
Na época os comerciantes Eurico Bento, Júlio Contin, Paulo Pires de Lemos, Antonio Pratas, entre outros acreditaram no desenvolvimento de Floraí, e iniciaram suas atividades no comercio, participando ativamente do desenvolvimento desta cidade.

## Geografia
Possui uma área de 191,133 km² representando 0,0959 % do estado, 0,0339 % da região e 0,0022 % de todo o território brasileiro. Localiza-se a uma latitude 23º19'01" sul e a uma longitude 52º18'14" oeste, estando a uma altitude de 482 metros. Sua população estimada em 2024 era de 4.825 habitantes.

### Demografia
Dados do Censo - 2022
População Total: 4.792
- Urbana: 4.520
- Rural: 272
- Homens: 2.343
- Mulheres: 2.449

Índice de Desenvolvimento Humano Municipal (IDH-M): 0,745
- IDH-Renda: 0,695
- IDH-Longevidade: 0,755
- IDH-Educação: 0,862